# Glen Eyrie
Glen Eyrie es un palacio ubicado en Colorado, Estados Unidos.

## Historia
Glen Eyrie fue construido por el general William Jackson Palmer, fundador de Colorado Springs. Esta fue la casa de sus sueños y está cerca de Colorado Springs, en las estribaciones del jardín de las formaciones de roca de los dioses (en la actualidad un parque de la ciudad). Después de la construcción de una cochera grande, donde la familia vivió por un tiempo, Palmer y su esposa Mary Mellen construyeron una casa de madera de 22 habitaciones de 800 acres. Esta casa fue remodelada en 1881 para incluir una torre y algunas habitaciones adicionales, y hacer que se asemejara a un castillo de piedra, que recordara a todos los nativos de Inglaterra. En 1880, la señora Palmer sufrió un leve ataque al corazón y se le aconsejó trasladarse a una altitud más baja. Ella y las niñas se trasladaron a la Costa Este y luego a Inglaterra, donde el General Palmer la visitaba a menudo. La reina murió el 28 de diciembre de 1894, a la edad de 44 años.